# Servigny-lès-Sainte-Barbe
Servigny-lès-Sainte-Barbe é uma comuna francesa na região administrativa de Grande Leste, no departamento de Mosela. Estende-se por uma área de 3,09 km². Em 2010 a comuna tinha 468 habitantes (densidade: 151,5 hab./km²).